# سه‌گانه کوکر
سه‌گانه کوکر یا سه‌گانه زلزله (به انگلیسی: Koker trilogy)، به سه فیلم خانه دوست کجاست؟ (۱۳۶۶) زندگی و دیگر هیچ (۱۳۷۰) و زیر درختان زیتون (۱۳۷۳) ساخته عباس کیارستمی گفته می‌شود.
محل ساخت این سه فیلم در شمال ایران، استان گیلان و روستای کوکر و اطراف آن می‌باشد این سه فیلم از لحاظ موضوع به هم وابسته هستند و بیشتر بازیگران و عوامل در هر سه فیلم حضور دارند. کیارستمی برای ارتباط میان این فیلم‌ها از تم‌های زندگی، مرگ، تغییر و تداوم بهره برد. این سه‌گانه ابتدا در فرانسه (۱۹۹۰) و بعد در لندن، سوئد، آلمان و فنلاند مورد استقبال قرار گرفتند. کیارستمی سه‌گانه کوکر را در شرایط دشوار سیاسی نیمه دوم دهه ۶۰ و نیمه ابتدایی دهه ۷۰ ساخت، این فیلم‌ها توانستند تصویر متفاوتی از ایران به دنیای خارج ارائه دهند.

## داستان فیلم‌ها
اولین فیلم این سه‌گانه در شهرهای شمالی و به نام خانه دوست کجاست (۱۳۶۵) ساخته شد. این فیلم با مشارکت کانون پرورش فکری ساخته شد. داستان این فیلم ارتباط مستقیمی با زلزله ندارد ولی دو فیلم بعدی در ادامه این داستان است که به موضوع زلزله می‌پردازد. داستان در مورد پسر بچه‌ای است که یک بار دفتر مشق دوستش را به اشتباه با خود به خانه برده و در نتیجه مجبور می‌شود مشق دوستش را هم بنویسد. فیلم دوم زندگی و دیگر هیچ نام دارد داستان فیلم یک سال بعد از زلزله مرگبار رودبار ساخته شد، و دربارهٔ آن زلزله است. این فیلم در ادامه داستان فیلم اول است، پدر و پسری، سه روز بعد از زلزله خرداد ۶۹ به گیلان می‌روند تا بازیگران فیلم قبلی را که در رودبار زندگی می‌کردند پیدا کنند، اما در مسیر با راه بندان مواجه می‌شوند. سومین فیلم از این سه‌گانه دو سال بعد در سال ۷۲ به نام زیر درختان زیتون است. این بار هم داستان در مورد رودبار است. این قسمت درامی عاشقانه در مورد علاقه پسری به دختری در آن روستا است، خانواده دختر و خود دختر با این ازدواج مخالف هستند. در پی زلزله پدر و مادر دختر از دنیا می‌روند. اما دختر کماکان تن به ازدواج با پسر نمی‌دهد. در این فیلم گروهی برای فیلمبرداری به رودبار می‌روند و از این دو برای بازیگری دعوت می‌کنند. کارگردان که از داستان آنها مطلع شده می‌خواهد آن را جلوی دوربین ببرد.

## انتشار
در ۷ آوریل سال ۲۰۲۰، یک مجموعه با فرمت دیسک بلو-ری با تدوین پوتمکین فیلمز، شامل سه فیلم سه‌گانه کوکر توسط مجموعه کرایتریون منتشر شد. این مجموعه شامل تجزیه و تحلیل فیلم‌ها، مستندی دربارهٔ کارگردان و همچنین سکانس‌هایی با تفسیر عباس کیارستمی است.